# James J. Delaney

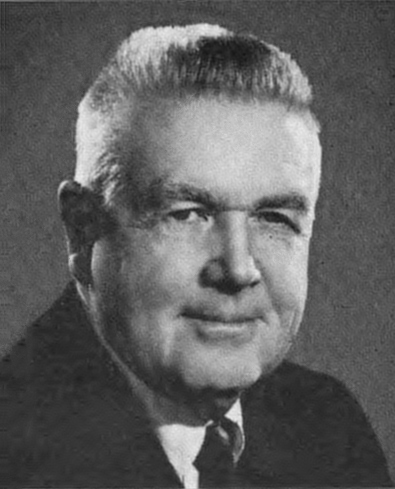
James J. Delaney (1973)

James Joseph Delaney (* 19. März 1901 in New York City; † 24. Mai 1987 in Tenafly, New Jersey) war ein US-amerikanischer Jurist und Politiker. Er vertrat zwischen 1945 und 1947 sowie zwischen 1949 und 1978 den Bundesstaat New York im US-Repräsentantenhaus.

## Werdegang
James Joseph Delaney wurde Anfang des 20. Jahrhunderts in New York City geboren. Er besuchte öffentliche Schulen in Long Island City. Delaney ging dann auf die rechtswissenschaftliche Fakultät des St. John’s College in Brooklyn, welches er 1931 mit einem Bachelor of Laws wieder verließ. Seine Zulassung als Anwalt erhielt er 1933 und begann dann in New York City zu praktizieren. Zwischen 1936 und 1944 war er stellvertretender Bezirksstaatsanwalt in Queens County. Politisch gehörte er der Demokratischen Partei an.
Bei den Kongresswahlen des Jahres 1944 für den 79. Kongress wurde Delaney im sechsten Wahlbezirk von New York in das US-Repräsentantenhaus in Washington, D.C. gewählt, wo er am 4. Januar 1945 die Nachfolge von Andrew Lawrence Somers antrat. Im Jahr 1946 erlitt er bei seiner Wiederwahlkandidatur eine Niederlage und schied nach dem 3. Januar 1947 aus dem Kongress aus.
Danach nahm er in New York City wieder seine Tätigkeit als Anwalt auf.
Delaney kandidierte im Jahr 1948 im sechsten Wahlbezirk von New York für den 81. Kongress. Nach einer erfolgreichen Wahl trat er am 4. Januar 1949 die Nachfolge von Robert Nodar junior an. Er wurde einmal wiedergewählt. Während dieser Zeit hatte er den Vorsitz über das Select Committee, welcher die Untersuchung zur Verwendung von Chemikalien, Pestiziden und Insektiziden in Bezug auf Lebensmitteln leitete. 1952 wählte man ihn im siebten Wahlbezirk von New York in den 83. Kongress. Am 4. Januar 1953 trat er die Nachfolge von Louis B. Heller an. Er wurde viermal in Folge wiedergewählt. Nach einer Reihe von reißerischer Artikeln und Hollywood-Filmen in den späten 1950er Jahren, welche sich mit der Thematik der von Jugendbanden ausgeübten Gewalt befassten, war Delaney einer der ersten Kongressabgeordneten, der sich 1954 für ein Verbot von automatisch-öffnenden oder Springmessern aussprach. Am 17. April 1958 machte er folgende Aussage: „Every day our newspapers report numerous muggings and attacks, most of them involving knives. Can we sit by complacently and ignore the bloodshed in our streets?“ Das Verbot von Springmessern wurde schließlich in dem Gesetz „Switchblade Knife Act of 1958“ verabschiedet. Delaney und andere Kongressabgeordnete unterstützten dieses Gesetz, da sie überzeugt waren, das durch die Unterbrechung der Einfuhr und des internationalen Verkaufs von automatischen Messern, insbesondere den Verkauf von Springmessern, die Jugendbandenkriminalität reduziert würde. Obwohl die Springmesserimporte, die einheimische Produktion und der Verkauf endeten, zeigten später durchgeführte legislative Untersuchungen, dass die Jugendbandenkriminalität rapide zugenommen hatte, da Gangmitglieder eher Schusswaffen als Messer verwendeten. 1958 fügte er einen Zusatz zum Federal Food, Drug, and Cosmetic Act von 1938 hinzu, welcher die Zugabe von Karzinogen als Lebensmittelzusatz verbietet, und heute als Delaney-Klausel bekannt ist. Im Jahr 1962 stellte er sich als Kandidat im neunten Wahlbezirk von New York zu Wahl für den 88. Kongress. Nach einer erfolgreichen Wahl trat er am 4. Januar 1963 die Nachfolge von Eugene James Keogh an. Er wurde siebenmal in Folge wiedergewählt. Delaney verzichtete auf eine erneute Kandidatur bei den Kongresswahlen des Jahres 1978 und trat am 31. Dezember 1978 von seinem Sitz zurück. Während seiner letzten Amtszeit (95. Kongress) hatte er den Vorsitz über das Committee on Rules. Sein Sitz fiel danach an Geraldine Ferraro.
Nach seiner Kongresszeit lebte er in Key Biscayne (Florida). Er verstarb am 24. Mai 1987 in Tenafly und wurde dann auf dem Calvary Cemetery in Queens beigesetzt.